# 越後長岡藩

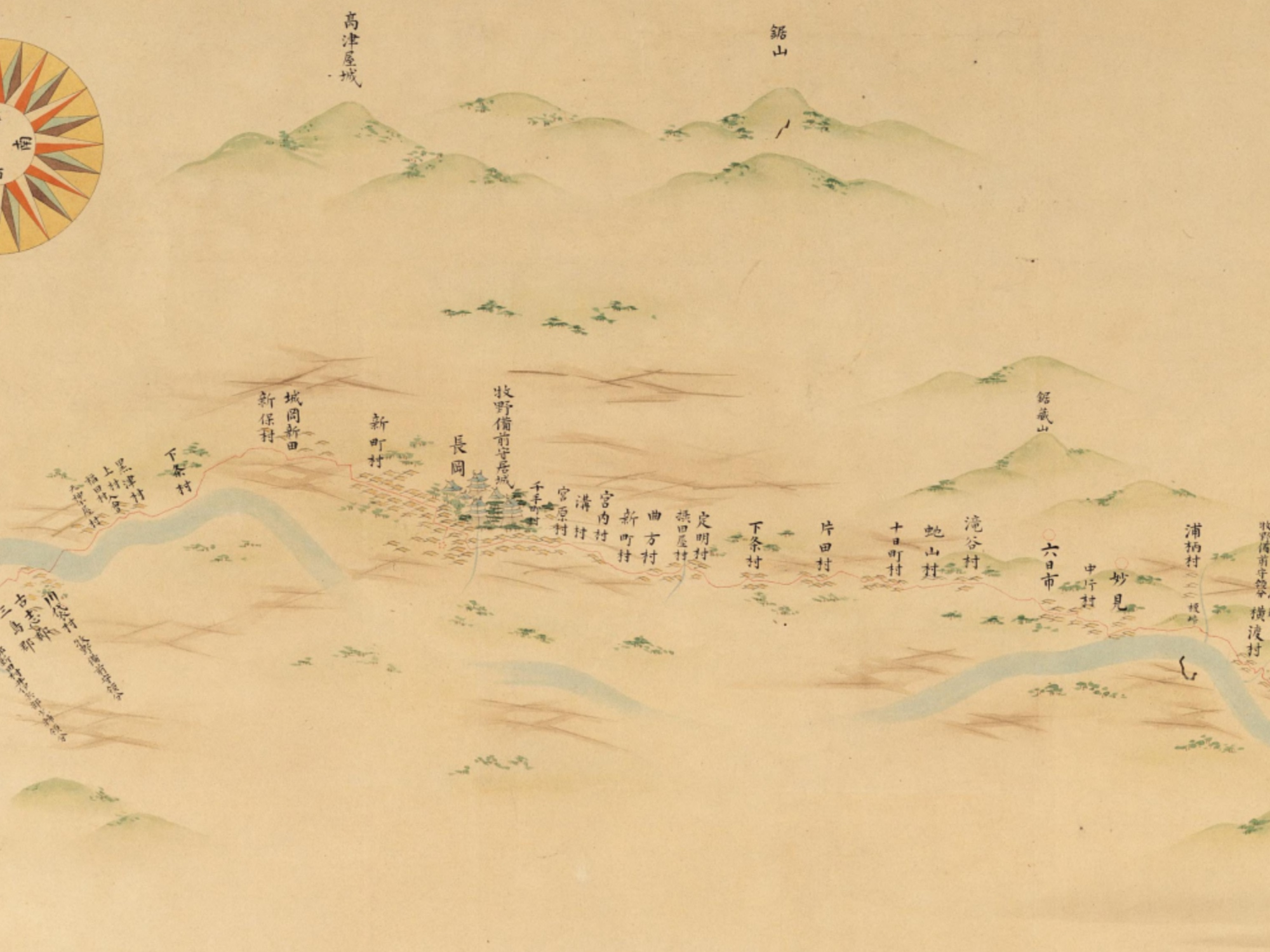
伊能忠敬による『大日本沿海輿地全図』に描かれた長岡藩（[ 国立国会図書館デジタルコレクション]より）

長岡藩（ながおかはん）は、越後国の古志郡全域および三島郡北東部、蒲原郡西部（現在の新潟県中越地方の北部から下越地方の西部）を治めた藩。現在の新潟県長岡市・新潟市を支配領域に含む藩であった。山城長岡藩と区別するため、越後長岡藩（えちごながおかはん）と国名を冠して呼ばれることもある。
藩庁は長岡城（長岡市）。藩主は初めに堀家（8万石）、のちに牧野家に交替した。牧野家の家格は帝鑑間詰めの譜代大名で、石高ははじめ6万2千石、後に加増されて7万4千石になった。正徳2年（1712年）の内高は約11万5300石、安政元年（1858年）には約14万2700石あった。

## 沿革

堀直寄の像

越後長岡藩の中心領域となった現在の長岡市域には、江戸時代初期には蔵王堂藩が存在していたが断絶し、高田藩領となっていた。
元和2年（1616年）、高田藩主松平忠輝は大坂の陣における不始末から除封されると、外様大名の堀直寄が8万石をもって古志郡の旧蔵王堂藩領に入封した。直寄は蔵王堂城が信濃川に面して洪水に弱いことから、その南にあって信濃川からやや離れた長岡（現長岡駅周辺）に新たに築城、城下町を移して長岡藩を立藩した。

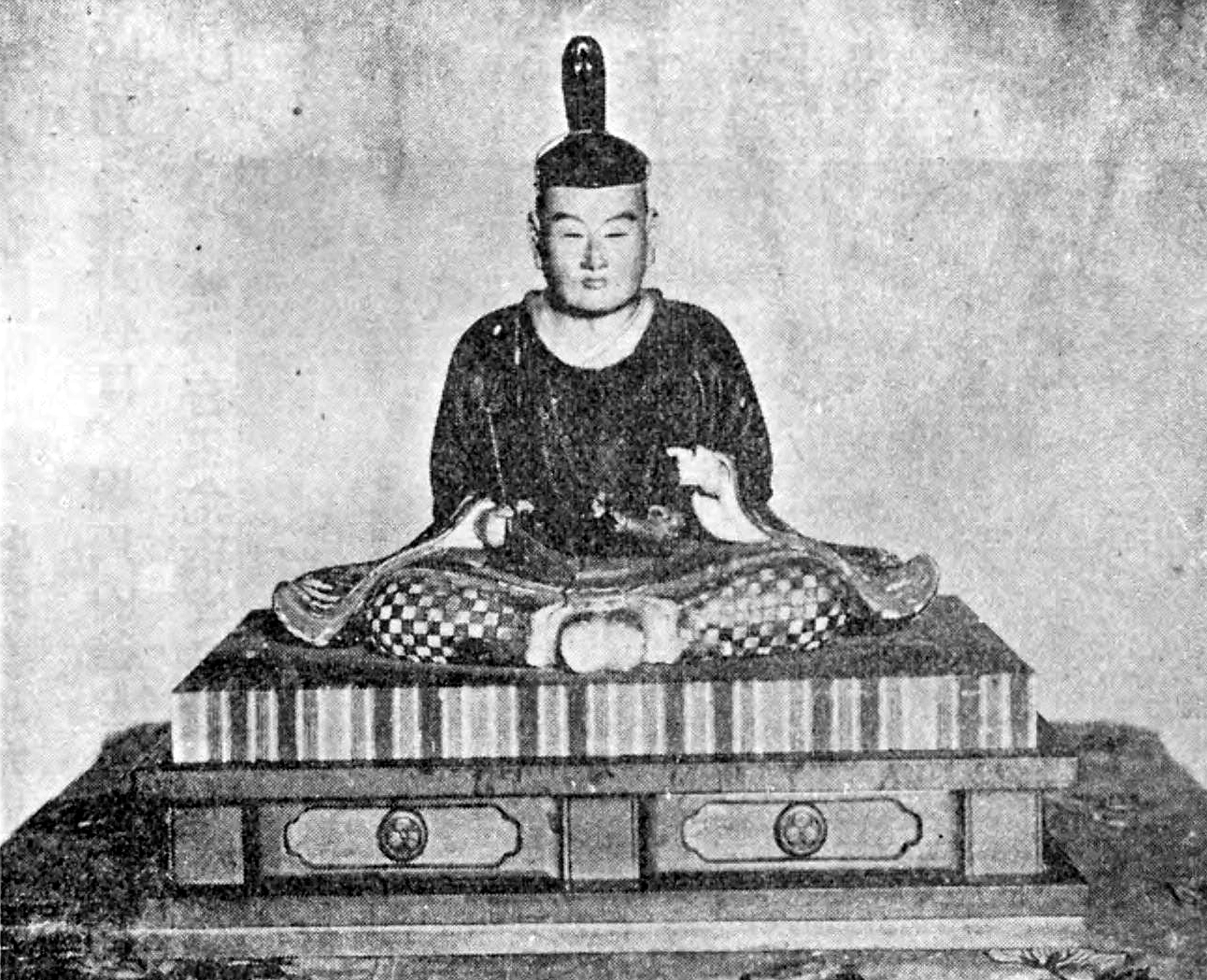
牧野忠成の木像

直寄は2年後の元和4年（1618年）には越後村上に移され、代わって譜代大名牧野忠成が長峰藩5万石から、長岡へ6万2000石に加増の上で入封する。牧野家は堀家ら外様大名の多い越後を中央部において抑える役割を委ねられ、元和6年（1620年）には1万石を加増、次いで寛永2年（1625年）に将軍秀忠から知行7万4千石余の朱印状を交付された。
その後、長岡城と城下の拡充・整備および領内の田地の改良・新墾田開発をすすめ、藩領の新潟湊に新潟町奉行をおいて管理、これを基点とする上方との北前船の物流を活用して藩経済は確立された。知行実高は表高を遙かに上回るようになり、新潟湊の運上金収入もあいまって藩は豊かになった。また信濃川水運の船問屋利権も有していた。その後は次第に諸経費が増加する一方で、年貢収納率は逆に低下したために藩財政は逼迫しはじめ、また9代忠精以降は藩主の老中・京都所司代への任用が増えて藩の経費もかさみ、さらに天保年間に新潟湊が幕領として上知され、その一方で軍事費の増強の必要性が高まると財政問題は根本的解決が迫られた。その結果、幕末の河井継之助の藩政改革の断行へ進むことになった。

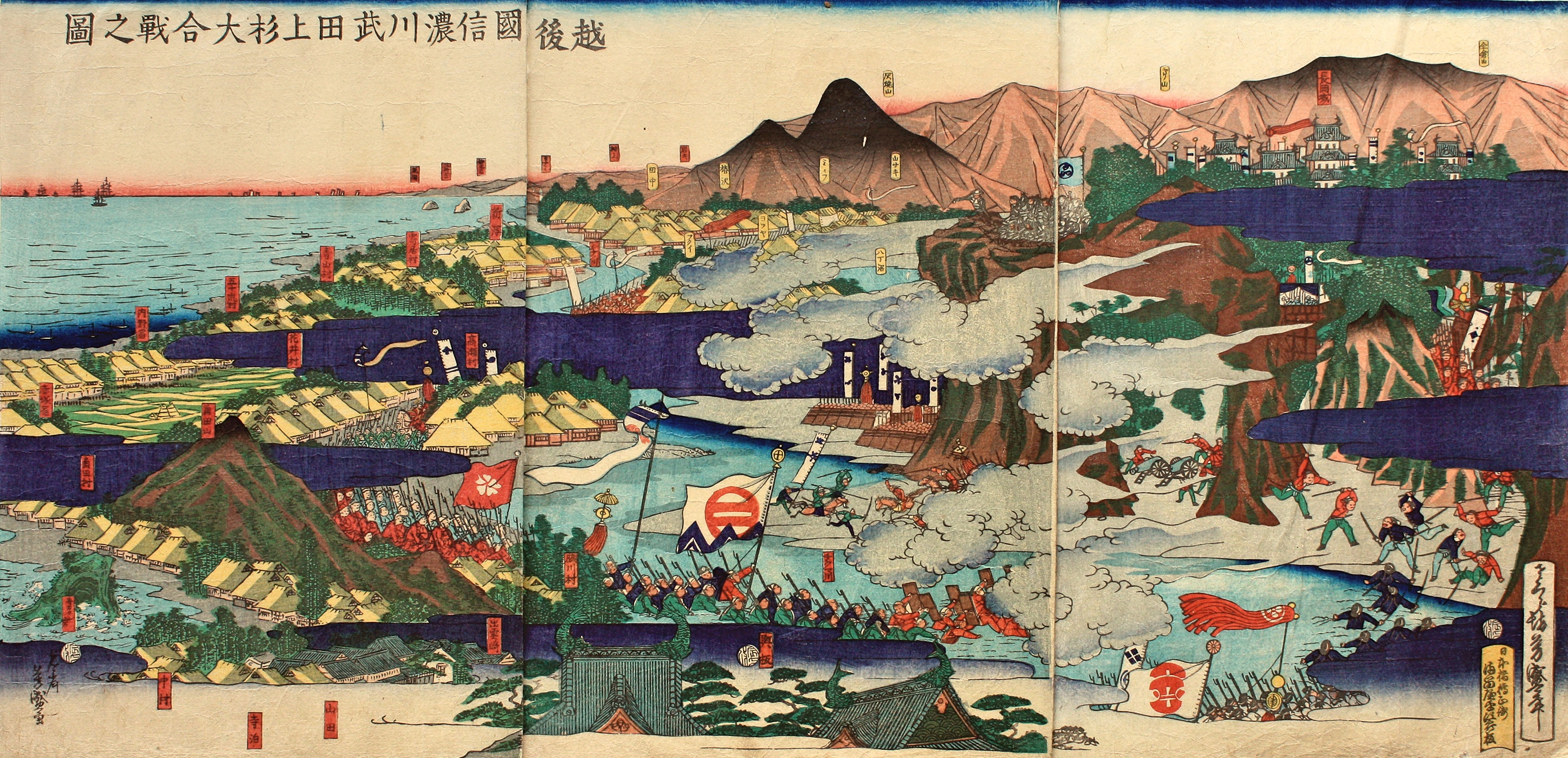
戊辰戦争（北越戦争）を描いた浮世絵。画題は『越後国信濃川武田上杉大合戦之図』であるが、時の政府に配慮して、北越戦争を武田・上杉の戦いに見立てて描いたもの。

しかし、改革半ばにして明治維新の動乱に接し、徳川家処罰反対の立場をとった長岡藩は戊辰戦争に巻き込まれ、慶応4年5月（1868年新暦6月）河井の主導のもと奥羽越列藩同盟に参加を決定、同盟軍側（東軍）として長州藩・薩摩藩を中心とする維新政府軍（西軍）に抗戦したが敗北した。明治元年12月22日（新暦1869年2月3日）に赦免されて24,000石（牧野家）で復活、まもなく財政窮乏などの理由で藩主牧野忠毅は明治3年10月22日（1870年11月15日）に城知を返上して柏崎県に併合され、長岡藩は廃藩となった。
（この節の出典）

## 藩風
藩風は藩祖以来の「常在戦場」「鼻ハ欠とも義理を欠くな」「武士の義理、士の一分を立てよ」「武士の魂ハ清水で洗へ」等の『参州牛窪之壁書』や「頭をはられても、はりても恥辱のこと」「武功の位を知らずして少しの義に自慢すること」等の『侍の恥辱十七箇条』と呼ばれた条目を常の武士の心がけとしてかかげ、質朴剛健な三河武士の精神を鼓吹するものである。明治初めの藩政再建中に小林虎三郎が、越後長岡藩の窮乏を見かねた支藩の三根山藩から贈られた米百俵を教育費にあてたという「米百俵の精神」もこのような藩風とともに生まれ、その後も長岡人の気風として受け継がれている。小林儀右衛門有之（海鴎）など学問で、上級藩士（大組）入りするものも出た。

## 藩学
林鳳岡の高弟・岡井碧庵を江戸藩邸に招いたり、延宝7年（1679年）に林家の斡旋で、弘文院門弟を召抱えており、当初は幕府が官学として定めた朱子学の方の影響が強かった。
しかし、江戸後期の藩主・牧野忠精が京都所司代となったり、家老の山本精義や家臣高野永貞も古義学を支持した縁で、京から古義学の伊藤仁斎の曾孫となる伊藤東岸を招聘し、荻生徂徠派の古文辞学の秋山景山と同時に藩校・崇徳館の都講に任命される。
これにより藩学の主流は、古義学と徂徠学の2系統並立体制という独特のものとなり、崇徳館内に古義学と徂徠学の講堂がそれぞれ設立された。また、両派ともに寛政異学の禁で「風紀を乱す学」とされた古学であり、これを譜代大名で幕府首脳に所属する藩が藩学とした点でも特殊である。
秋山が引退すると徂徠学は廃され、朱子学がこれに代わるが、なおも古義学との2系統並立がとられた。しかし、河井継之助の藩政改革の一環により古義学が廃され、朱子学に一本化された。ただし、朱子学の講義を担当した高野松陰は佐藤一斎門下であるために、公式上の藩学の朱子学の講義ついでに陽明学を教授していた。このために後世に「陽明学が藩学の主流であった」という誤解を招いているが、公式上の藩学は朱子学で、実態は朱子学と陽明学の並立である。
このように古学や陽明学に寛容であったが、藩校で修学できる身分を士分に限定したり、安政5年（1858年）に洋学の修学を制限したりしている。

## 藩の武芸
弓術は吉田流、雪荷流、日置流が、馬術は大坪流や直鞍流、長息流が流入した。兵学は甲州流軍学、山鹿流、楠流、越後流が採用されたが、西洋兵術が流入すると衰退した。
砲術は武衛流、南蛮堅拓流、自得流があり、洋式の威遠流が流入する。幕末には武衛流と威遠流が並行練習された。
槍術は一空流、当流、風伝流、本心鏡智流、一旨流、穴澤流があったが、河井継之助の命令で銃剣にとって代わられた。
剣術は一刀流、三留流、東軍流、柳生流、鐘捲流、戸田流（富田流）、無念流（神道無念流）があったが、幕末には一刀流に一本化された。また居合術は伯耆流、田宮流、景之流が、長刀術は穴澤流が流入している。

## 藩主・牧野家
元和4年（1618年）以降の藩主牧野家の先祖は室町・戦国期の東三河地方の牛久保城主牧野氏であったとされ、初代長岡藩主忠成の祖父・成定以前の牧野家については諸説があるが、戦国大名今川氏に属して松平氏（徳川家）とは対立した（参照→三河牧野氏）。成定の代に徳川家康家臣・酒井忠次配下の東三河国衆として徳川軍に所属し、そのまま家康の関東移封に随従して天正18年（1590年）群馬県前橋市東部となる上野国大胡藩2万石の藩主、元和2年（1616年）越後長峰藩5万石藩主を経て元和4年（1618年）越後国長岡に入封した。以後、明治の廃藩まで250年間封地を動かず長岡藩主として連綿した。

### 江戸藩邸および江戸における菩提寺
江戸武鑑上において元文6年（1741年）頃の江戸藩邸は上屋敷は西ノ窪、中屋敷は愛宕の下、下屋敷は薬師堂前と渋谷の2か所であった。しかし江戸時代後期以降、江戸藩邸は所在地移転や藩邸数増減があり、慶応2年（1866年）頃には上屋敷は呉服橋内に、中屋敷は愛宕の下と呉服橋内に、下屋敷は深川に2か所（浄心寺前、平井町）と渋谷にあったと掲載されている。
また、藩主一族や家臣が江戸で死去した際に使用した菩提寺は忠寿死去以降から、牧野忠成と念無上人が開基である三田台町の浄土宗寺院の済海寺に固定化する。

## 藩政

### 藩領の開発
越後長岡藩領は堀直寄による立藩以来、古志郡の長岡城下町周辺から下流に向けて信濃川に沿って広がり、信濃川河口の港町新潟も藩領の一部であった。この地域は信濃川とその支流がおりなす低湿地が広がり、中世まで開発が遅れていたため、長岡藩は藩の創建当初から治水事業、新田開発に力を注いだ。寛永11年（1634年）には藩主忠成が次男と四男にそれぞれ1万石と6千石を分与したが、いずれも分与は新墾田分から出された。加えて新田に対しては3年間の免税も行われた。新田開発等によっても藩の表高は変わらなかったが、年貢実収では正徳5年（1715年）から安永元年（1772年）までの年平均でみると11万8千石余と表高を遙かに超えていた。しかし、その後は天候不順などにより年貢収納率が低下し、年貢実収は11万石を下回るようになった。

### 農民一揆と栃尾問題
栃尾は、上杉謙信が幼少期から元服して長尾景虎と称し、兄の長尾晴景と対立していたころに本拠地としていた。謙信の旗揚げの地であったために人々の団結が強く、また渓谷の合流地点でもあるために割拠がしやすい土地柄であったとされる。加えて栃尾組は『山ばかりの組方』と呼ばれて、谷合いの川に沿って村落と農地があるので水害が多く、加えて地滑りや山崩れ（俗に「山ぬけ」「ぬけ」「脱狂い」などと呼ばれる）が多く、作付け不能の田が続出し、作付けできても肥料もちが悪く、年々不良が続く有様であったとしている。
そのような背景のため、江戸時代になっても一揆の頻発地となり、加増地として得た栃尾1万石新領主の越後長岡藩主・牧野家は支配のため栃尾代官を置いた。『新潟県史・通史3・近世一』によると、藩からは村側からの要求があれば代官を通じて年貢減免や救米の手当てがあったとする。しかしながら、越後長岡藩は栃尾での一揆に長く悩まされることになった。
一揆の代表的なものとしては、栃尾においては、元和7年7月（1621年8月・新暦）に長岡藩の検地への抵抗による「縄一揆」や、元禄3年（1690年）に租税収納問題から栃尾郷塩谷村21か村が徒党を組み強訴に及んだほか、嘉永6年（1853年）には幕末の政情不安の中で栃尾郷諸村1万人打ちこわし事件（栃尾騒動）が起きた。

### 幕政参与
譜代大名としての立身はそれほど早くはなく、江戸時代の前半には幕閣に名を連ねた藩主もほとんど出なかった。しかしその後、藩主牧野家において公卿や諸大名との婚姻・養子縁組が積極的に進められ、江戸後期には幕閣にも名を列ねるようになった。
寺社奉行や京都所司代を務めた牧野貞通の子を立て続けに藩主に迎え、また松平定信の親族に連なったこともあり、牧野忠精が天明元年（1801年）に老中に任ぜられ、寛政の遺老の一人として名を残した。
忠精に仕えた山本老迂斎（勘右衛門義方）は、6人の主君を補佐した名家老として著名であり、特に忠精に対しては老骨に鞭を打って献身的に尽くし、帝王学を授けた。
この忠精を皮切りに、幕政に重きをなすようになり、忠精、忠雅、忠恭と3代続いて老中を出した。
しかし、幕政参与のために借金がかさんで財政が悪化し、藩内で財政改革策を講じなければならなかった。天保の改革直前の天保11年（1840年）には庄内藩、川越藩との三方領地替えが計画され、牧野家は川越藩に移されそうになった。長岡藩内では特に反対の声は上がらず、動揺しつつも準備を進めていたが、庄内藩で領民の反対運動が起こったために計画は見送られた。

### 幕末・維新期の混乱

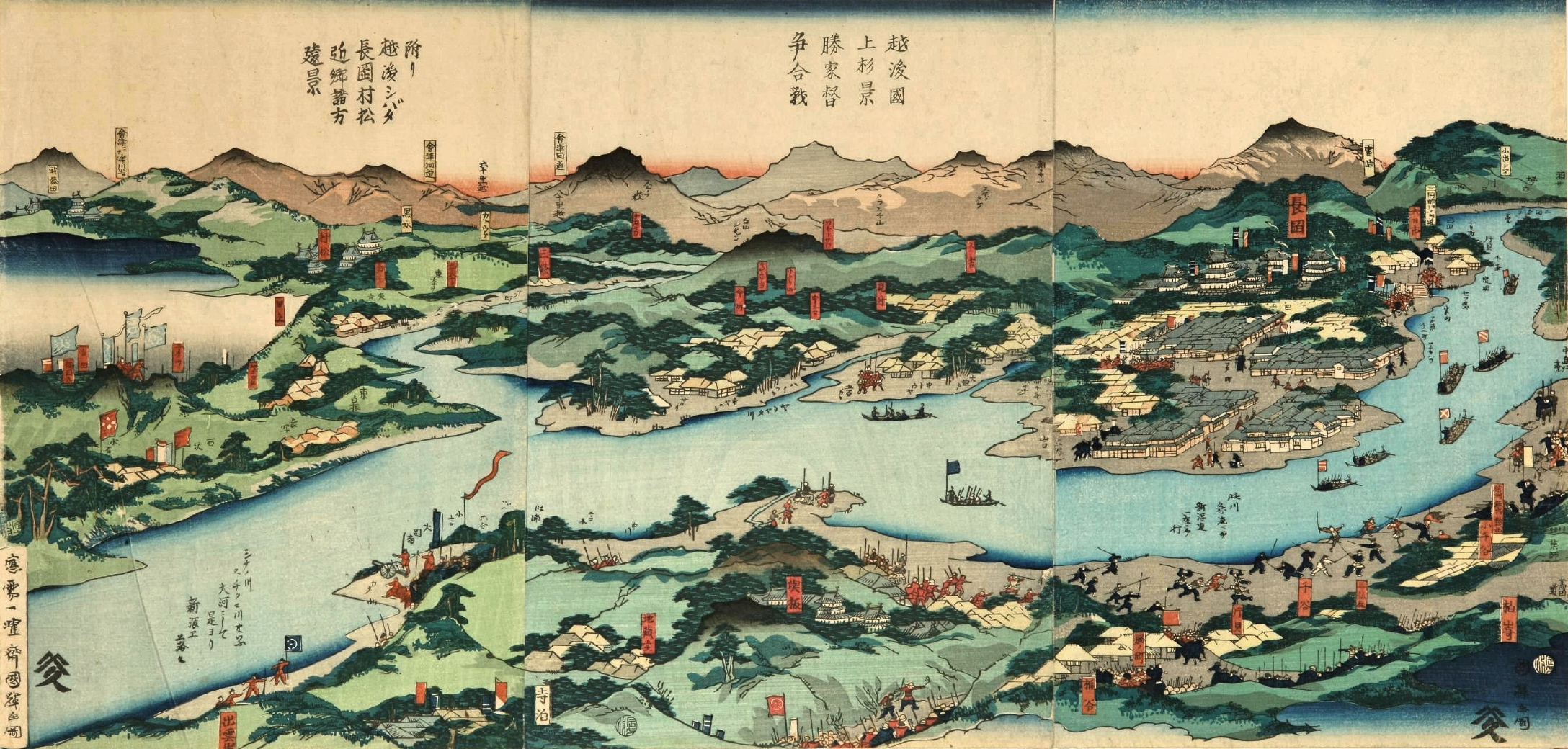
北越戦争を描いた浮世絵。画題は『越後国上杉景勝家督争合戦』であるが、時の政府に配慮して上杉景勝・景虎の家督争い（御館の乱）に見立てて描いたもの。新潟県立図書館蔵。

幕末には河井継之助が郡奉行に就任したのを機に、それ以後、藩政改革を行って窮乏する藩財政の立て直しをはかるとともに、兵制を改革してフランス軍に範を取った近代的軍隊を設立した。慶応4年/明治元年（1868年）、戊辰戦争が起こり藩論が佐幕か恭順かで二分すると、家老に就任した河井は藩主の信任のもと恭順派を抑える一方、佐幕派にも自重を求め、藩論の決定権を掌中に収めた。さらに、新政府軍からの献金・出兵要請を黙止し、会津藩などからの協力要請に対しても明言を避け、中立状態を維持した。新政府軍が小千谷に迫ると、河井は陣地へ赴き、平和的解決のための調停役を願い出た。しかし、密偵や草莽の情報により長岡藩を会津側とみなしていた新政府軍は、これを詭策と判断し一蹴した（小千谷会談）。会談が決裂したため、ここにきて藩論を戦守と定め、奥羽列藩同盟に加わり新政府軍との戦闘を開始した（北越戦争）。激戦の末、陥落した長岡城を一時は奪還したものの、火力・兵員共に圧倒的に上回る新政府軍に押されて再び陥落し、領民や藩士たちは会津へと落ち延びた。
長岡藩は多くの戦死者（309人説が有力）を出した。これは会津藩23万石（内高40万石強）、仙台藩62万石（内高100万石）、二本松藩10万石（内高14万石）に次ぐ戦死者で、藩の規模・戦闘員の員数を考えると、長岡藩7万4000石（内高14万石）の犠牲は大きなものであった（藩の実際の実力は、表高ではわからず内高が重要である。東北地方などでは太閤検地の数字をそのまま使用していた場合が多く、内高との差が大きい傾向があった。例えば徳川御家門の会津藩の内高は御三家の水戸藩を大きく上回る。詳細は内高を参照）。
北越戦争の勝敗を決した要因の一つとして、新発田藩・溝口家の裏切りがあげられる。そのため、長岡士族の家では、新発田には娘を嫁にやらないという因習が長く残るなど、長岡の新発田に対する怨念は薩摩・長州以上のものとなったと言われている。

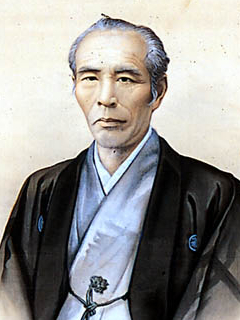
三島億二郎

降伏した長岡藩は再興を認められたものの、5万石を没収されて2万4千石となり、財政的に窮乏を極めた。藩は北越戦争で壊滅的な被害を受けた上、食糧不足まで起こったが、大参事小林虎三郎や三島億二郎が復興に尽力した。またこのとき、江戸藩邸にいた後の大審院判事・小林藹の公用人日記が藩の立場をよく物語っている。

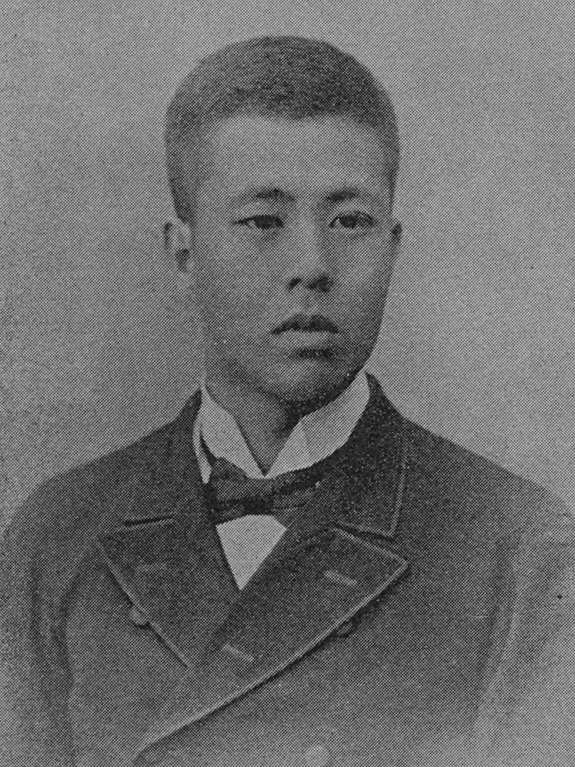
牧野忠篤子爵

結局、全国的な廃藩置県に1年先立って明治3年（1870年）に長岡藩は廃藩、柏崎県に編入された。1873年には柏崎県と新潟県が統合され、新潟県の一部となる。藩主の牧野家は華族に列し、子爵を与えられた。維新前最後の藩主の弟にあたる牧野忠篤子爵は、1906年（明治6年）に長岡に市制が施行された際に初代市長となっている。

## 財政

### 財政逼迫と御用金の増加
当初から軍役や助役が多かったために、藩財政は苦しく、初代の忠成の晩年には既に大津の米宿である打它家から借財を重ねており、熱心な新田開発による増収の恩恵はそれ程は続かず、むしろ出費の増加によって藩財政は次第に深刻さを増した。
すなわち、藩主・家中の消費生活の進展による経費増大や幕府命令による公役負担、更には享保13年（1728年）の居城長岡城までもが全焼する三蔵火事を初めとする大火災や洪水による損害とその復旧、悠久山や藩校建設の出費の増加、宝暦5年（1755年）から天明8年（1788年）にわたる信濃川水運の船問屋利権の一時的喪失や新発田藩開墾事業の松ヶ崎分水による新潟湊への打撃による商業上の減収により、18世紀に入ると財政問題が深刻化した。さらに文政11年（1828年）の三条地震で田畑荒廃955町歩や城下全壊家屋220件、郷中全壊家屋3千522件などの被害を出した『長岡市史』。
これに対して藩は借財や知行半分借り上げで対応することとなった。元禄以降からは長岡町や新潟町、郷中からも借用し、享保13年（1728年）には藩士の知行半分借り上げを行っている。加えて幕府からも忠寿の代に7千両、忠周の代に5千両借用している。
このため、支配下の郷中や長岡城下町、あるいは新潟町への御用金・才覚金の賦課がたび重なり、蜂起事件も起こった。明和5年（1768年）には御用金の命令に反発した新潟の町民が蜂起する事件（新潟明和騒動）を招いた。

### 新潟上知
新潟は、牧野家入封以来の長岡藩の領地であり、正徳3年（1713年）に越前国敦賀の人である中村源七の進言を受けて仲金制を敷いて以降、長岡藩の重要な財源となった。新潟町が港湾都市として発展したのも最初の2人の藩主、堀直寄と牧野忠成が新潟の商人を保護して河川交通・海上交通を発展させたことがきっかけであり、また、先述の分水事業や新潟よりも古い港町である新発田藩領の沼垂との7度にわたる係争が起こった際は藩も係争に関与した。
幕府は権力回復のため、上知令などの統制強化策を推し進めようとしていたこともあり、天保14年（1843年）に新潟町の上知が命じられ、外港の新潟を幕府に返上し、新潟港の代替地として、天領であった三島郡高梨村600石を与えられた。
それより前、新潟港では薩摩藩が同港を利用して私貿易（抜荷）を行い莫大な利益を得ていたことが発覚したが、長岡藩はこれを2度も見逃していた。貿易とそれによる利益を独占したい幕府にとっては看過できないことであった。そこで流通統制を強化するため、新潟港の直轄化を行った。一説にこの上知は、老中・水野忠邦の抵抗勢力となっていた寛政の遺老である牧野家に対する嫌がらせともいわれる。
長岡藩が新潟港から得ていた租税は1万5千石相当あったため、上知は藩財政にとって大打撃となった。

### 信濃川の氾濫と飢饉
江戸時代には長岡藩領内の信濃川の大氾濫が実に約40回にもおよび、長岡城まで浸水すること7回、中小の氾濫も含めるとおびただしい数になる。1回の大水害による被害は万石単位となり、寛政元年（1789年）の洪水では米穀損害高6万6千石強になったこともあり、財政を非常に圧迫した。恒常的に同藩の財政を圧迫した大きな原因として洪水被害も無視できない。加えて、延宝・宝暦・文政・天保期には大飢饉にみまわれた。

### 藩士の過員
藩財政圧迫のもっとも大きな要因の一つは租税収納の規模に比べて多めの家臣を抱えたことにあるとされる。長岡入封当時は足軽以下600名余うち士分203名（『長峰ヨリ長岡引越御人数帳』）、『寛永分限帳』では士分263名であったが、『寛文分限帳』では士分650名と激増している。すなわち、寛永〜寛文の分限帳間で大身であった今泉勘左衛門（1300石）・山本四郎兵衛（1100石）・贄新五左衛門（700石）が改易等で知行召し上げとなり、また300石以上500石未満の番頭相当以上の上級藩士も20名から11名に半減した一方、20石以上100石未満の中・下級士分が66名から304名に、238名も増員されている。また、足軽（卒分）は入封当初で約400名が、寛文期には鉄砲組・弓組約472名、長柄組102名とやはり増員が見て取れる。この他に町同心32名や中間・郷中間294名もいた。
延宝2年（1674年）に出された「諸士法制十七条」の付則「覚11条」において、藩士の次、三男は当分召抱え不要なので他所に遣わすべきことを命じ、享保13年（1728年）には藩士の次、三男召抱え停止が行われた。
3代藩主忠辰期までに重臣はほぼ固定され、五家老家（稲垣平助2000石、山本帯刀1300石、牧野頼母1200石、稲垣太郎左衛門1200石、牧野平左衛門700石）と先法3家（槇700石、能勢600石、疋田450石）とされた。この8家は幕末まで存続したが、表示の知行高については様々な事情で変動もあり、江戸時代を通じて必ずしも一律ではない。これらの8家に次ぐ300石から450石程度の上級家臣も多く存在し、『安政分限』では16家が存在した。

### 老中就任
老中に在職中の功による加恩はないが、幕府要職者は幕府から借金ができる特典があった。実際に忠精が大坂城代になって1万両、京都所司代に昇進して1万両を幕府に借金している。加えて3代に及ぶ老中就任は譜代大名の栄誉である。
しかし、老中などの幕府重役は定府が義務付けられているので、これは藩財政による支出が一番多く、節約も不可能であり、諸藩の財政問題で共通する問題である江戸藩邸での生活を恒常的に行うことになり、結果的に財政がさらに逼迫する事態に追い込むこととなった。

## 越後長岡藩家臣団の概要
上州大胡在城期（天正18年（1590年） - 元和4年（1618年））の牧野家は2万石（士分人数は200名前後）であったが、その当時、上州（群馬県）には、戦国期の関東支配者であった小田原城主後北条氏の滅亡で、地侍化した有力な牢人（浪人）が溢れていた。藩主・牧野家が、大胡から長岡に領地3倍増で栄転にあたって、家臣団を急増させる必要に迫られたため、これらを新規召し抱えたので、牧野家中には、牛久保以来の家柄の家臣、上州浪人の出自を持つ家臣、越後の旧領主上杉家の元家臣・陪臣を含む地元出身者、およびその他とに大別されることになった。廃藩のときの越後長岡藩士の戸数は、士分格式（小組以上）607戸、卒分格式1122戸があった。個々の上級家臣、詳細については、越後長岡藩の家臣団を参照されたい。

### 藩士の階層と区分
越後長岡藩士の家格による分類は、14階層とも、12階層とも云われる。また藩士の区分は大きく分けて、騎士である大組および徒士である小組（以上が士分）と足軽組・中間組等（以上卒分）があり、これと並行して士分には寄会組（家老・先法・特別な功労者）と小姓組があった。

#### 大組
他藩の馬廻にあたり、大組は五家老家がそれぞれ支配する5組の番方（軍事）組織で、先法家を除く大組に所属の士分は家老の統率を受けた。幕府と異なり、概ね知行30石以上であるが、知行20石や5人扶持で大組所属の藩士もあった。『長岡市史』では別名を扈従組とする。

#### 小姓組
小姓の概要は諸藩とおおむね同じのため、小姓の項を参照されたい。長岡藩は小姓と中小姓の区別があり各小姓組に所属した。子供を小姓に出す家の当主は、必ずしも大禄ではなく、知行が百石未満の大組の士から召し出されることもあった（小姓・中小姓の役高は30石）。もともと大組所属の藩士の子弟であるためこれらは軍制上は小禄・微禄でも大組の扱いであった。小姓組の長は御小姓組頭と呼ばれ、大組の士のうち御用番（用人）を兼帯するなど比較的高位の者が充てられた。
また小姓組の所属である御刀番は大奥以外で藩主の身辺の細かい世話をするが、これも本来は藩主の刀を預かる番方の役職であるが、実質は役方の役職に近く変化した。御小姓や御刀番は、藩主などに近侍しているため、藩主の日常生活に必要な用達・用務が充分にできないので、その手先となるのが小納戸方である。長岡藩の御刀番・小納戸方には大組の士も小組の士もいた。
なお、『長岡市史』では先述のとおり、家格を寄合組、大組、小組と分けており、小姓組と刀番は家格扱いではない。また、小姓頭を定員2名で奉行兼務、小納戸を定員4名でうち1名目付格、刀番4名としている。

#### 小組
他藩の徒士にあたる。平時は大組から選任された徒士頭（『長岡市史』では定員3人、1名は奉行、2人は用人兼務）に統率される徒士組（実際には稲垣善右衛門組のように徒士頭の名で表す）に所属の番士と、普段は役方の各職に勤務してその責任者（諸職の奉行等）の下に所属し、非常時の動員や儀式等の勢揃いの際には徒士頭の統率に入る者（御料理方や勘定方・代官・米見、鷹匠などの役人）に分かれた。なお家格が大組内で下位にある者で、当主が長く病身などで役目に就けず、隠居もできない場合は、一時的に小組に格下げとなることもあった。
なお、『長岡市史』では逆に有能な小組が大組に昇格を命ずることもあるとする。

### 藩士の特別な格式
上記の寄会組・大組・小組・足軽・中間組の区分とは別に格式（しばしば筋目と表現されるによる区分があった。

#### 五家老家（老職五家）
長岡藩政時代には世襲の家老家が5家あった。
家老首座連綿の稲垣家（稲垣平助家・初め2400石）と、次座の山本家が上席家老であった。その下に家老職を連綿する家柄として、稲垣平助家の分家となる稲垣家（稲垣太郎左衛門家）、牧野家（山本家）、牧野家（松井家）の3家、合わせて5家があった。
なお、河井継之助の石高大改正では2000石以上→500石、1300石〜1100石→400石、700石→300石と改正されているので、五家老家は軒並み減石となる。

#### 先法家
長岡藩には藩主牧野家の客分扱いとされ、特に先法家と名付けられた3家がある。この藩の伝承などを収録した文書「温古之栞」によれば、先法3家の先祖は初代藩主牧野忠成の父である康成と、水魚の如く交誼親密であったと云う。それは真木氏（槙氏）（大胡藩時代の家禄3000石）の槇内蔵助家、野瀬氏（能勢氏）（大胡藩時代の家禄不詳）の能勢三郎右衛門家、疋田氏（大胡藩時代の家禄不詳）の疋田水右衛門家の3家がこれにあたる。
これらの3家は家老の支配を受けない特別な家柄とされ、特権的な扱いを受けていた。先法家の詳細については、越後長岡藩の家臣団に説明がある。

#### 着座家
着座家は越後長岡藩では大組で中老職・年寄役就任者を輩出した家を呼ぶ。
着座家には、九里家・安田家・稲垣家（稲垣林四郎家）・倉沢家・根岸家・今泉家・
武家・保地家・三間家などがあった。また竹垣家のように、着座家となったが、後にその家格を剥奪された例もある。

#### 御持筒組
番方の足軽鉄砲隊の足軽（卒分、兵士のこと）には御持筒組と呼ばれ、藩主の親衛隊を意味する鉄砲隊があった。欠員補充の場合、通常の足軽鉄砲隊の足軽から器量（技量）・勤務が優秀とされたものが抜擢・登用された。初期には親から子へ世襲されたが、後には人数過多で就任期間20年以上勤を標準とし、原則一代限りと改められた。また、隊長にあたる物頭（足軽頭）にも御持筒頭の称号が与えられ名誉とされた。

#### 三組衆（譜代足軽組）
三河牛久保以来、藩主牧野家に随従したとされる足軽の各家は三組衆（御身附組とも）と呼ばれる譜代足軽組を編成し、譜代の格式を誇った。この3組に所属する譜代足軽の家は81家あった。服装・兵装に通常の足軽組（並組）とは区別があり、待遇も若干優遇された。
この譜代足軽組では、牛久保以来の血統を重んじて、譜代の家柄以外とは、通婚関係をほとんど持たなかったと云われている。家老・先法などトップクラスの譜代の家系が、関東（大胡藩）以降の新興家臣と縁組を持ったのに対して、対照的である。

### 士分の知行
入部してから当初、越後長岡藩では分散地方知行制（相給）が行われたが、旱損や水害が多い長岡藩において、分散地方知行制では打撃が大きく、村方にとっても迷惑が多いということで寛永11年（1643年）以降から、蔵米知行化が進んだ。
これにより長岡藩のほとんどの藩士は表向き「知行取り」でも実質的には蔵米知行に変更された。また、長岡藩の年貢率＝「免」は原則三ツ五分（35％）であった。藩士に給付する蔵米については、いわば最低保障が付けられた微禄の藩士を除き、知行100石に対して当初は米48石だった
さらに享保13年（1728年）には20石給付にまで落ち込み、以降長く20石代から抜け出せずにいた。なお『新潟県史・通史3・近世一』によると享保13年には三蔵火事の影響による藩士からの半知借り上げがあり、これが知行100石に対する20石給付の直接の原因になった。

## 職制
越後長岡藩には以下の職制があった。なお、藩の宝暦の制により、各職制に相当する役高が定められていたが役高は役職手当と異なり、定めの役職に必要な石高を指す。よって、担当者の知行高が足りない時は一定の足し米を支給して要件を満たす（幕府の足高の制に準じたものと考えられる）。しかし、財政難からこの足高は、遵守されず、実際は規定に近いものが支給されていたようである。
また、部屋住み身分でも、勘定見習い、小姓、小納戸役、用人見習、代官を初めとする諸役に登用の場合があった。
時代によって変更されている場合もある。なお『長岡市史』掲載の役職の内容は新潟町奉行がないので新潟湊上知以降の内容と推測される。
役高および役料は『長岡市史』によると最高は家老の役高1000石と役料15両、最低は坊主の役高20石と役料3分で江戸定府には加算給があったとする。

### 評定役
越後長岡藩では評定役は重要事項の裁決機関であり、その役所を評定所（のちの会所）と呼んだ。家老職・中老職・奉行職の職にある者と、特に参加を許された者により合議した。

#### 家老職
家老は平時においては、毎月交代で出仕し日常決済を行った。その当番者を用番といった。主に古法・前例に照らして逸脱がないかを判断した。通常の布達は担当家老職名で行い、重要案件では中老・奉行の各職とともに評定役を構成した。役高1000石（知行700石の家老は不足分を100石につき50俵の御足米すなわち150俵支給）。家老職見習は出役御免（出仕免除だが惣領分として300石支給）。ただし、見習でも出仕して用番を務めれば500石支給。
また、家老は軍事面では大組の組頭（侍大将）を務める。各分限帳ではその組別に所属の藩士名が記載されている。軍制における装備義務（軍役と呼ぶ）は別項の軍制を参照。
また、世襲家老家のうちから江戸家老として1名を置き、不定期に交代した。時代により定府の場合と、江戸詰めの場合があった。また、藩主が京都所司代や大坂城代拝命の際には国元・江戸の家老とは別に臨時に老職を選任した。

#### 中老職
家老職に次ぎ、評定役を構成。常設の機関ではなく一代限り。役高500石。『長岡市史』では500石高の奉行で功労者であるが家老家の格式でないので家老になれない者のためのポストとし、家老格になって用番勤務となった者は600石になるとある。中老職・年寄役は同じ役職であり、呼び方の違いである。
長岡藩では着座家から推挙され、本人の意志で辞職可能であった。江戸時代初期には存在しなかったポストである。なお、家老連綿の格式の者を家老職とする場合と異なり、若輩者が家督を相続していきなり、筋目だけで中老職・年寄役に就任することはなかった。
長岡藩の中老職・年寄役について定数は特にないが、武鑑では文化6年（1809年）頃以後には増加が見られる。
世禄120石の河井継之助は別格として、現存する長岡分限帳で、中老職に名があるものは、長岡入封以来または、新規召し出し以降で、先祖の家禄が300石以上あった者がほとんどであるが、知行250石で就任した者もある。柳営の老中就任資格が3万石以上であったとされるが、2万5千石以上の諸侯が老中に数例、就任したことに似ている。
なお、『新潟市史・資料編』14号の『新潟町奉行・町方役人勤役期間留書』の解説に原資料の『天保十亥年正月 貞亨元子年より諸役人留』に中老・中老格の記載があったが、新潟市と直接関係ないので省略した旨の説明がある。
中老の前職は番頭職であることがほとんど、番頭で功績があった者を就任させたことが多い。 なお、幕末・非常時の河井継之助のように奉行加判役から、番頭を経験せずに中老職に列したのを例外と見る向きもあるが、後述のとおり町奉行は番頭兼務なので、番頭を経験していないわけでない。

#### 奉行職
長岡藩の奉行職は「御奉行」・「奉行役」とも呼ばれた家老職の補佐を行う常任の職。定員7名である。家格に特別な決まりはなく、役高は300石。郡奉行や町奉行などを統括し、実質的に藩全般の行政を動かした。
なお、『長岡市史』では300石高以上の者が任じられ、家格不定。家老同様に毎月交代で執務。当番者を月番といった。また、『新潟県史 通史3 近世一』では長岡藩の年貢割付状は承応2年（1653年）から明暦元年（1656年）頃までの一時期を除いて奉行の連署で発行しているとしている。
江戸武鑑に奉行が掲載されるようになるのは宝暦年中以降であるが、長岡藩に限らず、諸藩で奉行職がある藩（仙台藩や米沢藩）は奉行職を「年寄」や「中老」として掲載して奉行を呼称するのを避けており、長岡藩の場合は幕末までは「中老」や「年寄」の項目で奉行を掲載し、中老職が置かれた場合は「中老」項目内で中老とは差別されて掲載される。
なお、『新潟市史・資料編』14号の『新潟町奉行・町方役人勤役期間留書』の解説に原資料の『天保十亥年正月　貞亨元子年より諸役人留』に奉行の記載があったが、中老同様に省略した旨の説明がある。
また、町奉行・郡奉行・勘定奉行などの町方や地方（じかた）の行政職（役方）である奉行とは呼称が同一であるが、全く別の職制であり、これは奉行職の設置されている諸藩と共通する。
藩士の格としては、行政職（役方）の奉行と比較して格上である。奉行職を束ねる役職として、奉行組支配職が存在したことがあったが常置の役職ではなく、家禄400石から500石級の者から任命された。奉行には、加判の列の者とそうではない者が存在し、加判の者は、評定所（会所）の構成員となった。

#### 寄会組
寄会組（よりあいぐみ）は大組所属の藩士で特別な功労者が列することができ、その栄に浴せた。また、大組に属さない先法家と呼ばれた槇内蔵助家、能勢三郎右衛門家、疋田水右衛門家の3家は、先祖の筋目によって、寄会組に列することを世襲した。なお、『長岡市史』では寄合組と表記する。
寄会組は先法家の他に功労者として、中老職などの重役経験者・番頭の精勤者が加えられ、時代によっては藩主の国許の菩提寺である長興寺・栄涼寺も寄会組の扱いを受けた。また時代が下ると精勤者の役職の範囲も広がった。寄会組は藩政の諮問機関と思われるが多分に名誉的側面が強い。役高250石（ただし着座家の寄会組は300石高であるが、江戸時代中期ごろまでは、家禄と別にわずかな手当がついたに過ぎなかった）。

### 取次
取次は主に評定役が取りまとめた裁可を仰ぐべき重要案件を藩主に取り次ぐ機関である。地位は用人の下、役高200石高。人数不明。『長岡市史』では取次は旧名を奏者番といい、定員は不明、配下に進物番本〆2名、進物番12名がいる他に、儀礼典礼の際には故術傳師範（小笠原流2名）を指揮すると記す。
なお、江戸武鑑で譜代大名の取次を掲載する場合は、全4巻のうち藩職を掲載する1、2巻のでなく、幕職を掲載する3巻に登場し、長岡藩の場合は牧野忠精が老中として掲載される文化13年の武鑑の場合は取次は11名掲載され、うち3名は取次頭取として掲載されている。

### 用人
『長岡市史』では用人は旧名を御用番というとされる。用人は奉行職に同じく家老職の補佐役を務め、細かな用向きを伝え庶務を司った（ただし、大奥以外での藩主の衣食、日常生活に関する用向きの伝達は刀番・小納戸の職域）。用人の地位は奉行職の下位。役高200石高。
先法三家の中から、1名が用人職を兼帯する慣行があり、この役目は、いわば用人組支配職とも云えるものであった。『長岡市史』では寄合組から1名、その他から5人とある。
用人の精勤者は、家格の高い者は番頭職に進み、それ以外は奉行職となった。時々ではあるが用人、奉行、番頭と順次、班を進める者もあった。100石級の藩士は、用人・取次が一応の出世の到達点であり、それ以上となると稀である。なお、江戸組には別に対幕府・諸藩等の対外的用向き専門の非常置の公用人を置いた。→江戸組の項参照。

#### 側用人との違い
越後長岡藩では、用人と側用人を、役職名として常に、かつ明瞭に分離していたかどうか定かでないが、江戸武鑑に『附』とある用人は、諸藩との比較上で側用人たる役目を担っていたと考えられる。なお、『長岡市史』では側用人職は登場しない。
『附』とあるは、江戸に定府して、嫡子および正室の伝奏を行い庶務を司った。幕府の広敷用人の役割りも併せ持っていたとする説もある。ただし、江戸武鑑上においては『附』は世子がいる藩で見られることが多く、世子だけでなく藩主舎弟の項目にも掲載されることもある役職である。
なお、江戸武鑑上において長岡藩の場合は当初は附役と用人は別々に登用していたが、財政難で個々に登用できなくなったためか、少なくとも牧野忠鎮の附役以降は定府の奉行か用人が兼務することが慣例となっている。
なお、『長岡市史』では若殿様附、奥様附、大殿様附があるとしているが、煩わしいとの理由で省略されている。
支藩の与板（小諸）・三根山では、初期には用人・側用人制度がなく、本藩の長岡を模してこれらの職制を導入したとするのが通説的である。これらでは、用人が家老職の補佐機関（長岡の中老・奉行に相当）としての権能を併せ持った。また用人が加判の列に加えられることもあり、番頭職より格上であるのが特徴的である。

### 役方の各奉行職

#### 町奉行
定員は2名。商業や物価の適正化や戸籍調査などの民事の取締まりと犯罪人逮捕の警察行為を主務とした。通常は会所（評定所）に詰めるが、藩主在国中は城内上の間に出仕した。城下膝元を司る要職のため、番頭を兼帯。従って足高による給付が行われたことは、ほとんどない。役高は200石高。『新潟市史』では新潟町奉行と区別して長岡町奉行と呼称している。ちなみに長岡町奉行の方が新潟町奉行より序列は高い。

#### 郡奉行
郡奉行は地方（じかた）支配すなわち藩領の農業を監督し米等生産物の収量増大を推進し、年貢徴収・賦役の監督、また訴訟を受付け裁断した。また、郡奉行の配下に代官が属した。定員は3名。役高100石。者頭格又は目付格。

#### 代官
役高は小組25石役・大組30石役である。代官は藩の行政上の区割りである各組を担当し巡回監督し、配下の各組方の割元が通常業務をこなした。代官の定員は時代により変動したがおよそ、上組・北組3〜4人、栃尾組・西組・河根川組・巻組は1〜2人、曽根組1人。上組・北組代官は上御蔵・北御蔵の蔵屋敷に詰め、藩士への渡し米（知行米・扶持米の引き渡し）の業務も担当した。他の組の代官はそれぞれの住居兼用の役宅が宛われ、これに常駐した。代官の要員は主に小組の士が充てられたが大組の士がなる場合もあった。なお、村役人（武士ではない）である庄屋およびその補佐の郷横目は郡奉行・代官の支配に属して村政にあたったが、自治組織としての村と藩政の接点である。
なお、『新潟県史・通史3・近世一』では栃尾組代官の初見が確認される皆済状が発行された元和7年（1621年）から寛文頃までの栃尾代官は槇氏、秋山氏、平岡氏、須山（陶山）氏の代官が長く在勤し、世襲の可能性が同書で指摘されている。栃尾組代官は承応2年から「栃尾御旅屋」に居住したとされる。

#### 新潟町奉行（初期は新潟代官）
藩領であった新潟は港があり、物流・軍事の面で重要であるため、はじめは郡奉行配下の代官を派遣して管理したが、延宝4年（1676年）から、専任の新潟町奉行を新設して町政全体を管理した。初代の新潟町奉行のみ、担当の代官2名をそのままこれに昇格させ、役高は150石高という説があるが異説有り。なお、『長岡市史』ではこの役職の説明はない。詳細は新潟町奉行を参照。

#### 勘定奉行（勘定頭）
藩の米穀や金子などの藩庫の出納並びに藩財政収支の記録・管理を司る。奉行配下に勘定頭・本〆・勘定方・同見習などの職員がいた。この部署の要員は当然に筋目より能力才覚で登用される傾向があった。奉行（勘定頭）は150石役。職員は大組から登用は30石役、小組は25石役。

#### 宗門奉行（宗門改役）
主に藩内の神社・寺院の監督と宗旨の登録・確認を主務とする、宗教の統制と戸籍管理の両側面があった。役高200石役。宗旨の改めは家中の藩士とその家族、および領内郷中の民間人とその家族の両者の管轄の別があり、後者は特に郷中宗旨改役を定めた時期もある。なお、『長岡市史』では宗門奉行は定員2名。旧名を寺社奉行といい、番頭兼務。配下に宗門改役があるとする。
なお、『新潟市史・資料編』14号の『新潟町奉行・町方役人勤役期間留書』の解説に原資料の『天保十亥年正月　貞亨元子年より諸役人留』に宗門奉行の記載があったが、中老や奉行同様に省略した旨の説明がある。

#### 普請奉行
普請奉行は土木工事の監督・管理を役目とする。初期の延宝頃は軍事的側面から重要視されたらしく、特に普請大奉行を置いて普請奉行を統括したが以後常設せず、知行50石前後の小禄の士の普請奉行のみ常設した。普請大奉行は1名で150石高、普請奉行の役高は30石高。また、臨時に御手伝普請の責任者であった日光普請大奉行が置かれたこともあった。
なお、『長岡市史』では普請大奉行は番頭兼務、諸職人頭2名中1名が普請奉行兼務。

#### その他の諸職
御厩方（御厩支配役は150石役、同本〆は30石役）、記録方（本〆は30石役）、萱野支配、蝋座支配（支配役は30石役）、御具足方、御料理方、古物方など多岐にわたる。
また、前掲の奉行職のほか、種々の役方の業務責任者にも奉行と呼ばれるものがあったが、これらは概ね25石役から30石役程度の下位の役職である。ただし、大工などの諸職人頭は40石役。
道奉行（30石役）、材木奉行、竹奉行、萱野奉行（30石役）、塗師奉行（30石役）、古物諸色修復奉行、酒奉行、薪奉行など（これらは時代により改廃があり、呼称も△△奉行から○○支配や本〆（もとじめ、元締めのこと）などに変わったものもある。）。

### 目付等
管轄によって、目付・組目付などの区別がある。
目付は士分の家臣についてその氏名の記載順序や着座順序、服喪に関する手続や処理を担当（120石役）。定員5人（うち3名は者頭格）。
組目付は目付の指揮により、小組の士分の上記項目について違反を取り締まった（25石役）。定員2名。

### 守役
藩主の男子の守役には、世襲家老、先法三家の中から任命された（ただし例外として倉沢家と、先法三家の一つとなる槙家庶流・槙平兵衛家などの抜擢がある）。特に嫡子の守役となると、守役の座を巡る争いは熾烈であったようである。

### 都講

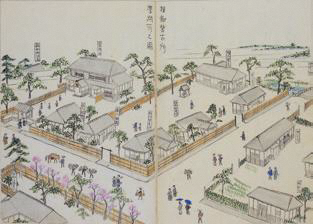
藩校崇徳館を描いた絵図。『長岡城之面影』（小川當知画、槇神明宮所蔵）より

都講は藩校崇徳館（文化5年創設。総建坪116坪半）および江戸藩邸上屋敷内の藩校就正館（文政13年（1830年頃）創建。上屋敷は度々移転しているためか詳細不明）の校長にあたる。崇徳館および就正館にそれぞれ2名ずつ設置。目付格。
崇徳館初代都講は伊藤東岸と秋山景山で文化12年に任命。藩校の役職には他に教授（4名、中間頭格）、助教（14名）などがあり、崇徳館および就正館に置かれた。ただし、崇徳館のみ都講と教授の間に督学（2名）が置かれた。北越戦争の際には崇徳館職員は概ね恭順派。

### 江戸組
長岡藩の江戸屋敷に常駐する組。藩主江戸在府中の公的・私的用向き一切をまかない、藩主在国のときは江戸屋敷の留守を守り、幕府や他藩の情報を収集し国元に連絡する役目もある。職制は国元と共通のものが多いが、藩主の上屋敷に住まう藩主家族の日常生活や警護担当する者、留守居役や公用人などの独自の機関もあった。なお、越後長岡藩士の江戸での勤務形態に定府、江戸詰めがあるが、大多数の諸藩と同じなので、定府の項を参照してもらいたい。
江戸組の職制は国元とは独自のものを以下に示す。

#### 江戸留守居役（御城使）
定員2名。200石役。時代により差があるのか『長岡市史』では1名としている。江戸家老の補佐役で、家老も帰藩した場合は江戸組の責任者となる。長岡藩の江戸留守居役は、多数の諸藩同様に御城使の身分を兼帯している。留守居は単なる留守番ではなく、上屋敷に常駐して、対幕府・諸藩等との外交に常時当たる重責で、有能な者が選ばれた。越後長岡藩の支藩である小諸・三根山に対する指示および連絡は、主として御城使たる江戸留守居を通じて行われていた。

#### 留守居添役
留守居の副官を留守居添役または、単に添役と呼ぶ。150石役（推定）。長岡藩分限帳には、添役であった者の記載がないが、同分限帳には、上級藩士であっても、役職の記載がないことがしばしばある。添役は、各種江戸武鑑の原本には記載が見られる。ただし、他藩においても10万石級以上の大名ではあまり添役を武鑑掲載対象にしておらず、越後長岡藩でも文政年間（1818年 - 1831年）の武鑑上で定府中老が城使を兼務した際に見られるなど常時掲載ではない。

#### 公用人
公用人は江戸組に置かれた。共に城中にありその補佐・伝奏を行う。他に組1個隊が、城中の藩主に近侍して事務方を構成する。江戸家老はこれらに当たらないのが通例であった。江戸武鑑上では4名〜3名見られ、うち2〜1名は定府用人が兼帯している。

### 京詰めと公用人
京都所司代に就任した場合も公用人が置かれ、長岡藩主牧野家は江戸時代後期に3度ある。この場合は、藩主は当然、江戸に定府せず京に赴任して、同地に詰めた。臨時に長岡藩江戸屋敷から派遣された留守居・添役および、江戸屋敷に残った留守居・添役も、揃って公用人を称した。また藩主の京都所司代就任に当たり、別個に京詰めの家臣団を編成しその武鑑が現存するが、内実は江戸表や国許との役職との兼職や、臨時の派遣に頼った。またこのとき新規に、公用人に補任された藩士（例、三間家）が存在したようである（厳密には交代の可能性も否定できない）。また家老首座の稲垣平助も、在所の長岡から京に赴任して、藩主を補佐して客死（一説には不審死）しているが、職名は牧野駿河守家来（あるいは家老）、稲垣平膳（平助の改名）としている。

## 軍制

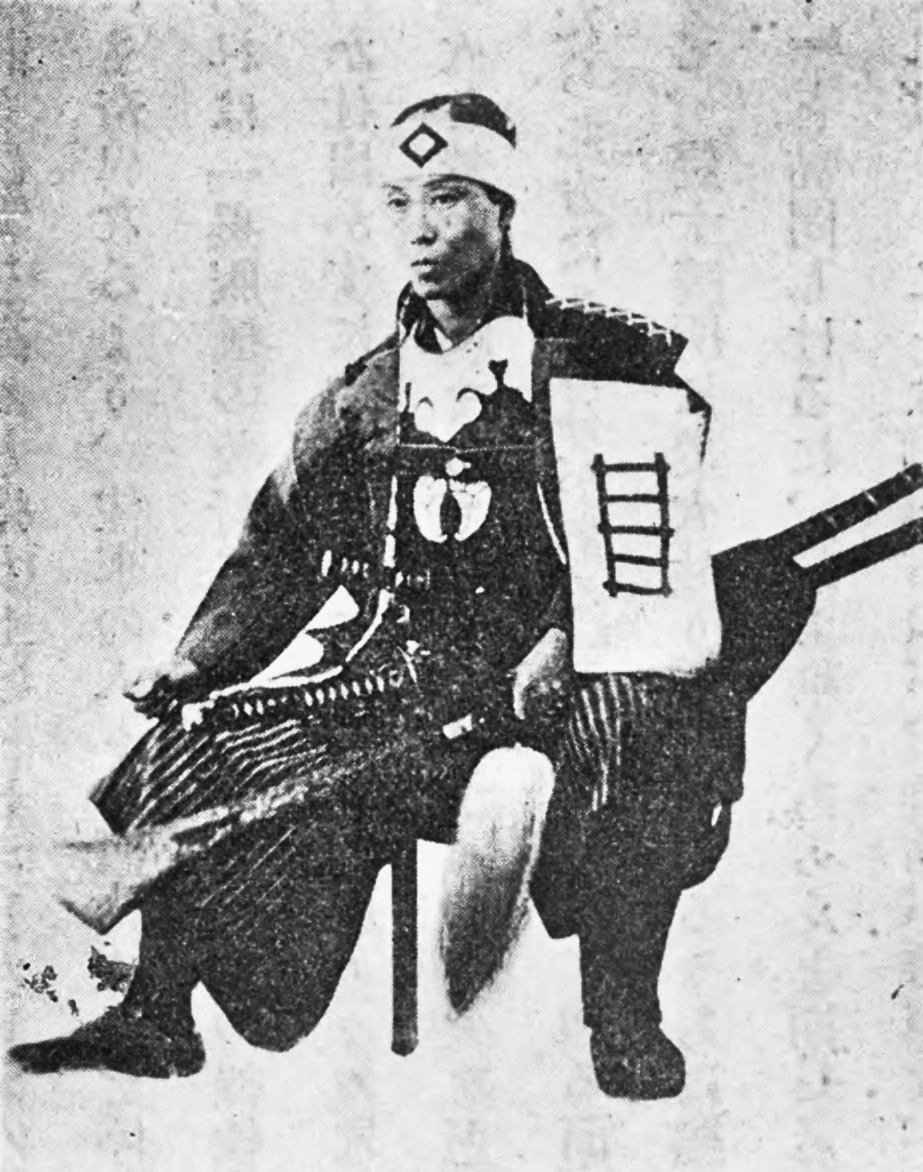
戦闘時の服装をした長岡藩士井上貞蔵。左肩に長岡藩藩旗「五間梯子」が付いている。

### 制定と概要
長岡藩の軍制は、江戸幕府が諸大名・諸旗本に定めた軍役義務の定めに従っていたと考えられる。すなわち、元和2年（1616年）6月、寛永10年（1633年）2月、慶安2年（1649年）10月の制定あるいは改正があった軍役令を基礎に長岡藩の軍事編成と軍役義務を定めていたと考えられる。
長岡藩の慶安3年（1650年）3月制定の「御軍法」では士大将・さむらいだいしょう（＝大組の組頭、家老が務めた）以下202騎の騎馬武者について、その持槍・持筒（鉄砲）等の武装・装備や兜の立物（飾り）や旗指物・服装等の出で立ちおよび従者の定めを細かく規定した。また、足軽についても同様の軍装の定めがあり、戦闘の主力を担う鉄砲足軽隊については足軽頭（大組の士分）17人の統率の下に鉄砲30挺の隊2組、25挺の隊15組（鉄砲・計435挺）、合計鉄砲数531挺（士分の持筒等を合計した数と考えられる）である。他に弓足軽頭2騎以下、弓50張の弓足軽隊や長柄組と呼ばれる槍足軽隊があった。
その後、延宝8年（1680年）8月にも改正があり、これを例に取ると次席家老山本勘右衛門（帯刀家）は家人23人（別に騎士の家人1名あり）・乗馬2匹・荷馬4匹である。（慶安の軍制ではこれに持筒2挺・持弓1張・持槍3本（内、陪臣用1本）である）。延宝の制では騎馬武者208騎のほか、戦闘要員の中小姓（士分）20人・徒士（馬乗り以外の士分）71人・足軽（兵卒）350人・中間（従者）259人、非戦闘要員の乗掛（荷馬夫）22人・伯楽その他12人・細工方45人、雑人（夫役の者）1,952人と定め、総勢2,939人、馬223匹（荷駄用は除くか？）となっている。
また、家老以外の士分の者についても、知行高に応じた揃えるべき装備が定められていたと考えられ、天和元年（1681年）越後高田城の受け取り際の出動事例を具体的先例として「諸士法制并追加」とした（以下軍役参照）。なお、この体制は、河井継之助の慶応の軍制改革（越後長岡藩の慶応改革）まで基本的に存続した。

### 軍役（知行高別の装備）
軍役は各知行高に応じた装備と従者の人数を揃える義務（以下に主な例を示す）
高1200石 …… 山本勘右衛門（家老）
家来（士分2名、内1人は騎士持槍免許）、用達し若党1名、大砲（大・小）2本・鉄砲2挺（若党14人）、持槍3本（3人）、長刀1本（1人）、以下挟箱持ち・馬の口取り・草履取り・兜立て持ち・小荷駄口付き・弁当持ち・その他の中間・小者を合わせて、総勢59人（本人除く以下同じ）。
高500石 …… （寄会組格）
若党6人（内2人鉄砲持、刀・筒持各1人、槍持2人）、以下挟箱持・馬の口取り・草履取り・弁当持ちその他の中間・小者を合わせて25人。
高180〜250石 …… （番頭格）
若党3人（内鉄砲持1人）、槍持1人以下挟箱持・馬の口取り・草履取り・弁当持ちその他の中間・小者を合わせ13人。
高100石以上 …… （騎士）
若党1人、槍持1人以下挟箱持・馬の口取り・草履取り・弁当持ちその他の中間・小者を合わせ10人。

### 番方の役職

#### 大組組頭
大組組頭（おおくみくみかしら、士大将のこと）は 騎乗の士分を引率する、大隊編成（大組という、備の意）の部隊長で単に組頭とも呼び、家老が務める。元和期（長峰藩時代）から長岡藩の寛永期までは家老6人を大組6組の組頭とした。組頭・家老の贄家が長岡藩を去った後、5組の編成に改められ、以後家老家の顔ぶれに変更があっても5組編成は幕末慶応期までは不変であった。
なお、『長岡市史』では小組の組頭は奉行が勤めるとある。

#### 番頭
越後長岡藩の番頭（ばんかしら）は大組にそれぞれに通常2名ずつ配置し、藩主の下命を伝える時や番方から藩主に言上を行う場合は、家老や取次を介せずに番頭がこれを行った。200石役、ただし者頭や御記録頭取で兼任の場合は150石役（「温古之栞」）。なお、『長岡市史』には番頭は11名とあり、大組5組に2人ずつと寄合組1名であったと推測している。先述の町奉行2名や宗門奉行2名、普請大奉行1名の他に書籍掛2名中1名、厩支配1名、能太夫2名中1名が兼務するとある。
なお、江戸武鑑上には初めは番頭の項目はなかったが、幕末に用人より下座に番頭の項目が掲載されるようになった。

#### 旗奉行
おおむね番頭級の士から任命される。定数不定で常置の役職ではないが、3名おかれた前例もある。なお、江戸幕府や仙台藩、長州藩などには旗奉行という役職があるので、これと同様なものの可能性がある。

#### 者頭
者頭（ものかしら、物頭とも）は足軽部隊を引率・指揮する足軽大将のこと。時期により足軽頭と称したり、者頭と併用している時もあるが内容は同じと考えられる。ただし、統率される足軽部隊の種別による呼称の区別があった。弓足軽隊を率いる者は御弓頭、槍足軽部隊は長柄組と呼びその頭は長柄頭と呼んだ。それ以外が足軽鉄砲隊であるがその頭は単に足軽頭と呼んだ。足軽頭の中で御持筒頭や御持弓頭の称号を与えられる事があり名誉とされ、また江戸末期には長柄奉行が設置される。長柄頭・弓頭を含め足軽頭は大組の士分が充てられ、150石高の役職である。なお、同じ番方で高位の役職である番頭にこれを兼帯する者がいた。また、新潟町奉行や目付で者頭格になるものもいた。
『長岡市史』では持筒頭3名、足軽頭または者頭15名、長柄奉行2名とする。持筒頭は足軽頭の上位にあって、その取次を担当。また長柄奉行2名中、1名は悠久山御社御用掛を兼務し、参勤交代では長柄を立てて同伴し、平常時は給水や掃除の雑役を担当。

## 歴代藩主

### 堀家
外様 8万石 （1616年 - 1618年）
1. 直寄（なおより）

### 牧野家
譜代 7万4千石 （1618年 - 1870年）
1. 1616年 - 1655年 駿河守 忠成（ただなり）
2. 1655年 - 1674年 飛騨守 忠成（ただなり） 先代の名を継ぐ（嫡孫承祖）
3. 1674年 - 1721年 駿河守 忠辰（ただとき）
4. 1721年 - 1735年 駿河守 忠寿（ただかず）
5. 1735年 - 1746年 土佐守 忠周（ただちか）
6. 1746年 - 1748年 駿河守 忠敬（ただたか）
7. 1748年 - 1755年 駿河守 忠利（ただとし）
8. 1755年 - 1766年 駿河守 忠寛（ただひろ）
9. 1766年 - 1831年 備前守 忠精（ただきよ）
10. 1831年 - 1858年 備前守 忠雅（ただまさ）
11. 1858年 - 1867年 備前守 忠恭（ただゆき）
12. 1867年 - 1869年 駿河守 忠訓（ただくに）
13. 1869年 - 1870年 忠毅（ただかつ）

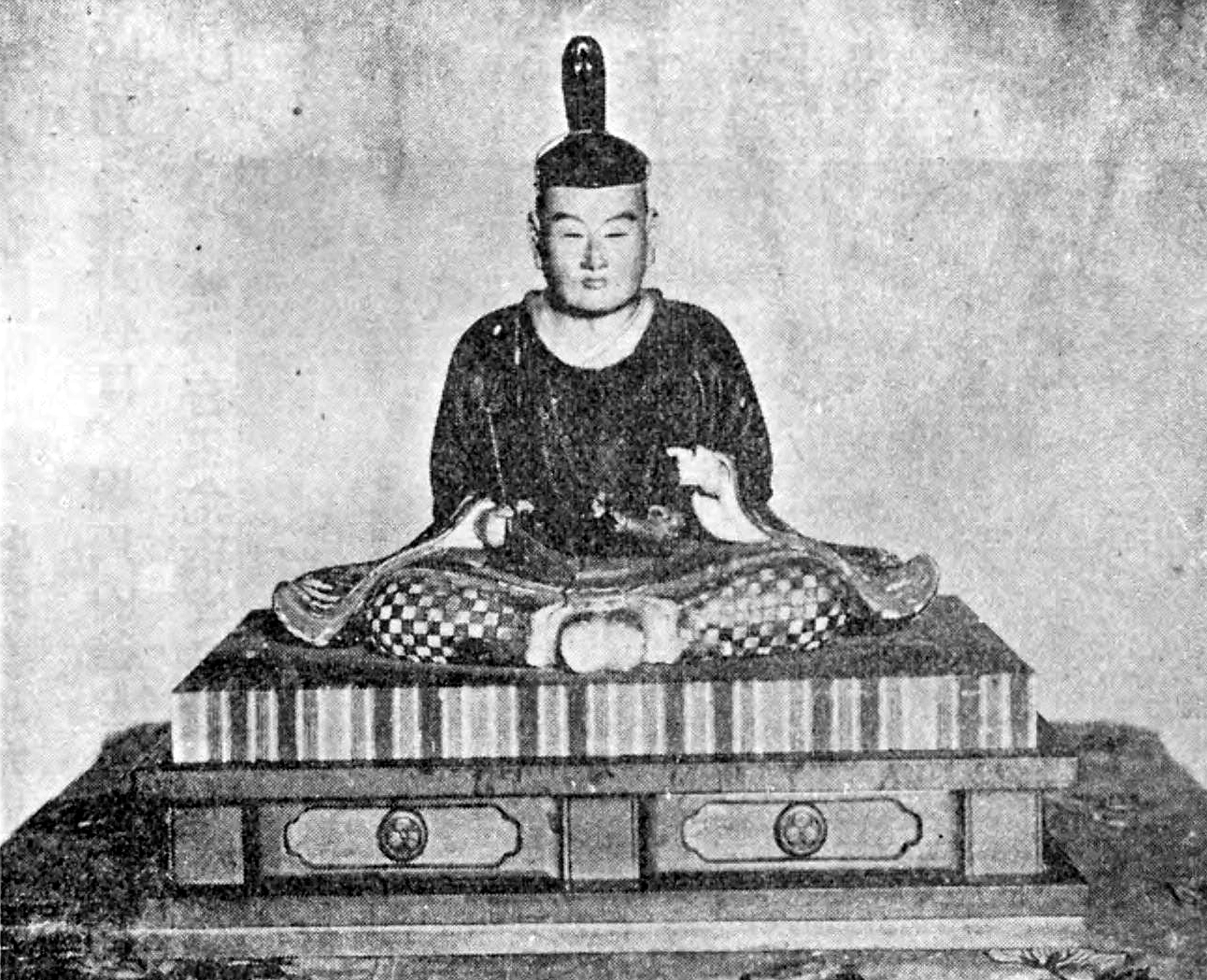
1. 牧野忠成（初代）
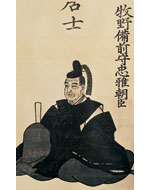
10. 牧野忠雅
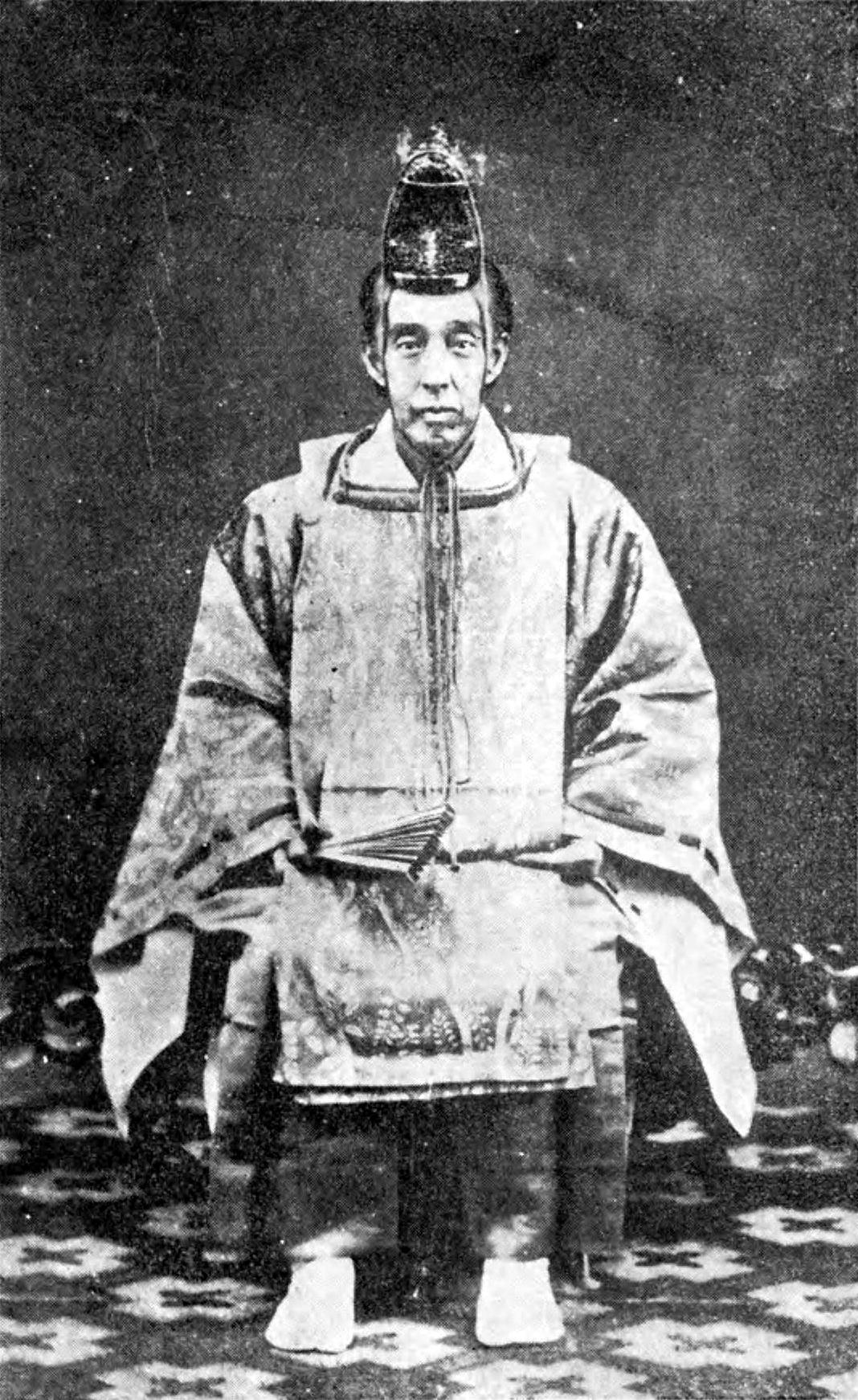
11. 牧野忠恭
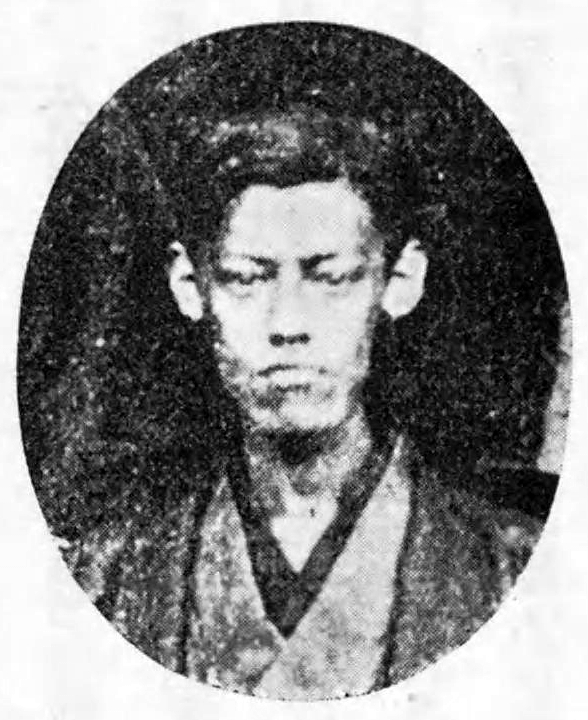
12. 牧野忠訓
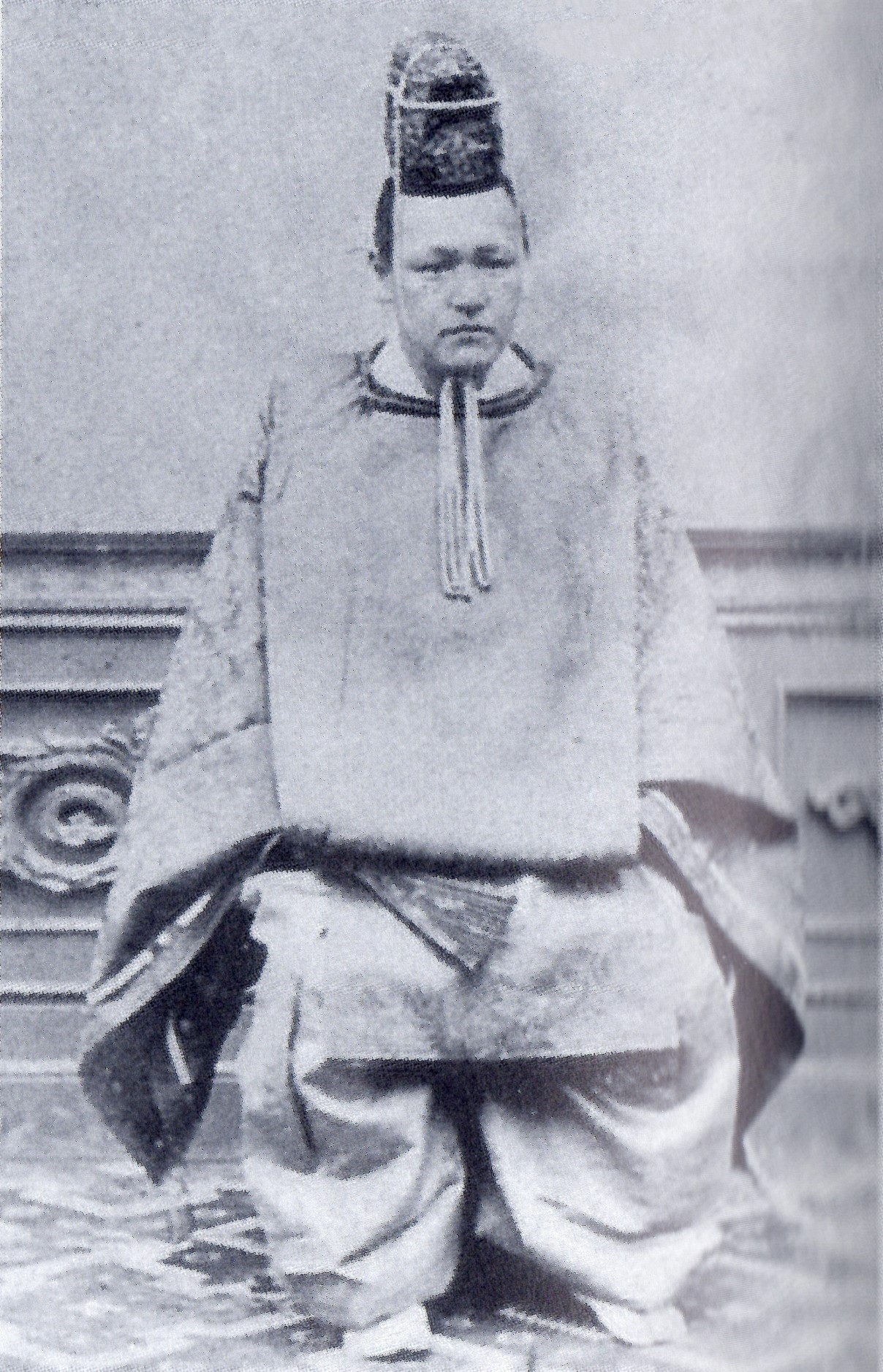
13. 牧野忠毅

#### 藩主系図（牧野家）
```
凡例
　太線は実子、細線は養子を示す。また、太字は
長岡藩主歴代
・数字は襲封順を表す。
```

```
 　　　　　　　　　　 　（牧野）
　　　　　          　　　
成勝
（民部丞・
牛久保城
主）

        　                ｜
 　 　                   
貞成
（民部丞・右馬允）

                          ｜
　　　　　　　　　　　　　　
成定
（右馬允）

　　　　　　　　　　 　　　　┃
　　　　　　　　　　　　　　
康成
（右馬允・
大胡藩
主）

　　  　　　　　　　　　　　 ┣━━━━━━━━━━━━━━━━━┓
　　　　　　　　　　　     1
忠成
（右馬允）
　　　　              
儀成

　　 　　　　　　　　　　　　┣━━┳━━┳━━━━━┓　　　　　┃
                         
光成
  
康成
　
定成
       
忠清
        
成貞

　　　　　　　　   　　　　　┃　　┃　　　　　　　　┃　　  ┌――┼━━┓
               2
（嫡孫承祖）
忠成
　
康道
　　　　　　　
忠貴
　
成時
 
成春
　
貞通
（
笠間藩
主初代）

　　　　　　　　            ┃　　┣――┐
（
小諸藩
）
   ｜　　　　  ┃　 ┣━━┳━━┳━━┳━━┓
                        3
忠辰
　 
康澄
　
康重
　　  
忠列
　　   
成央
　
忠敬
　
貞隆
　
貞長
　
忠利
　
忠寛

　　　  　 　　　　　　　　　｜　　　　　┃　　　　　┃　　　　　　　　　　　┏━━┫
                        4
忠寿
　　　　
康周
　　　　
忠知
                 
貞喜
　
忠善

　　　　　　　 　　        　┃　　　　　┣━━┓　　┃　　　　　　　　┏━━╋━━┓
　　　　　　　　　        5
忠周
　　　　
康満
　
道堅
　
忠義
　　　　　　　
貞為
　
貞幹
　
重正

　　　　　　　　　　　       ｜　　　　　┃　　　　　┃　　　　　┏━━┳━━┫　　┃
　　　　　　　　　    　　 6
忠敬
　　　　
康陛
　　　　
忠救
　　　　
貞一
　
康哉
　
貞勝
　
貞直

　　　　　　　　　　　   　　｜　　　　　┃　　　　　｜　　　　　┃　　　　　　　　┃
　　　　　　　　　　    　 7
忠利
　　　　
康儔
　　　　
忠衛
　　　　
貞久
　　　　　  　
貞寧

　　　　　　　　　　　     　｜　　　　　┣━━┓　　｜
 　　　　　 　　　　   　　8
忠寛
　　　　
康長
　
康明
  
忠直

　　　　　　　　　　 　┏━━┫　　　　　　　　｜　　｜
　　　　　　　　　　 9
忠精
　
氏保
　　　　　　　
康命
　
忠興

　　 ┏━━┳━━┳━━┫　　　　　　　　　　　｜　　｜
　　
忠鎮
　
総親
10
忠雅
　
康命
　　　　　　　　　　
康哉
　
忠泰
（
三根山藩
主）

　　　　　　　　 ｜　　　　　　　　　　　┏━━┫
　　　　　　　11
忠恭
        　　　　　
康済
　
忠直

　 　  ┌――┳━━┫
　12
忠訓
13
忠毅
　
忠篤
（初代
長岡市
長）
```

## 逸話

### 牧野秀成の怪死
初代長岡藩主牧野忠成には、異母弟の牧野秀成がいた。兄の忠成は性格が激しく、弟の秀成は温厚で人望があり、秀成を担ぐ勢力が藩内にあった。秀成は、古志郡椿沢村の椿沢寺に幽閉されたが、暗殺または、詰め腹を切らされたという伝説がある。
秀成が没したのは、寛永14年6月6日（1637年7月27日）であるが、同年6月22日（8月12日）に牧野忠成の嫡子・光成が急死し、その死により長岡藩は、（忠盛vs.与板候・三根山候）のお家騒動に発展した。このため、秀成の怨霊説が囁かれて、秀成は、弥彦神社付属の十柱神社に手厚く祭祀された。
十柱神社の四宮は、牧野主水秀成、牧野出羽守、神戸赤左衛門、宮内卿女であるが、明治の神仏分離令により境内で祭祀が廃止されている（牧野出羽守の詳細→牧野保成）。

### 牧野光成急死後の継嗣問題
初代長岡藩主牧野忠成の嫡子、光成は、寛永14年（1637年）に父に先立って24歳で死亡した。このとき光成の遺児はまだ3歳であった。
牧野忠成の次男、牧野康成（注意＝祖父と同じ名を名乗っていた）は、越後与板藩主として分家・立藩していた。また牧野忠成の四男、牧野定成は分家して、寄合となっていた。康成と定成は、光成の遺児が幼いことを奇貨として、忠成の後継者を争った。
初代長岡藩主牧野忠成が承応3年（1654年）死去すると当事者間では収めきれず、遂に明暦元年（1655年）、4代将軍徳川家綱の裁定を仰ぐことになった。その結果、光成の遺児が2代目の長岡藩主になることが決まった。光成の遺児は、はじめ忠盛と名乗っていたが、祖父と同じ忠成と改称した。2代目忠成（あるいは後忠成）と呼ばれた。
この騒動で、幕府からの長岡藩への処罰はなかった。また牧野家（本姓山本家）は、このとき幼い忠盛をよく助け、この騒動に勝ったことで、はじめ組頭・番頭級の格式であった同家は、のちに家老職へ取立てられた（牧野頼母家）。
この裁定の後、与板藩と、長岡藩に領地争い・境界紛争が勃発して、抜本的な解決を長く見ず、両藩の関係は悪化した。
徳川綱吉の側用人となった牧野成貞の病気見舞いで、長岡の牧野忠郷と、与板の牧野新三郎（康道の嫡子）が牧野成貞邸で出会ったが、このとき険悪な雰囲気が漂ったと云われ、牧野成貞等も心を砕き、天和2年7月7日（1682年8月9日）に和解した。やがて与板藩主牧野家は、小諸藩に転封となったので、この問題は自然消滅した。

## 長岡藩主牧野家の支藩
初代の越後長岡藩主・牧野忠成のとき、新田分16,000石をもって分家させた2家がある。この2つの藩は、与板藩（後に小諸藩）・三根山藩は、何事も本家の長岡の家風を見習うこととされ、本藩に政事上の指図を仰ぐ事もあった。

### 与板（與板）藩→小諸藩
与板（與板）藩（よいたはん）は、1634年、牧野康成が越後長岡藩の支藩として1万石をもって立藩した。与板侯初代の康成は、与板に領地をたまわってから、在所の陣屋に23年間、移らなかった。なお正確には、与板藩ではなく與板藩と書く。3代目の康重が、5代将軍の徳川綱吉と従兄弟になったため、表高15,000石（内高3万石）に加増されて城持ち大名となり信濃国小諸に転封した。

### 三根山藩
三根山藩（みねやまはん）の淵源は、1634年に牧野忠成の四男定成が蒲原郡三根山（のちの西蒲原郡巻町嶺岡→峰岡、現在の新潟市西蒲区峰岡）に6,000石を分与し分家させたのに始まる。幕末の1863年、時の領主忠泰（ただひろ）は新田分5千石を新たに打ち出し、高直しにより1万1千石の三根山藩として立藩した。なお当藩は、諸侯となってからは、参勤交代を行わない定府大名となった。

### 関宿藩→吉田藩→延岡藩→笠間藩
関宿藩、吉田藩、延岡藩、笠間藩と転封された牧野家は、大胡藩主牧野康成の庶子・儀成（旗本2千石）を祖とする庶流である。儀成は、初代長岡藩主牧野忠成の実弟でもある。
越後長岡藩主の牧野忠敬、忠利は笠間藩主家出身であり、忠寛も「公式上」笠間藩主家出身ということになっている。

## 幕末の領地
- 越後国

『天保国絵図越後国高田長岡』天保9年（1838年）。国立公文書館デジタルアーカイブより。

  - 古志郡のうち - 263村（第1次柏崎県に編入）
  - 刈羽郡のうち - 17村（同上）
  - 三島郡のうち - 70村（同上）
  - 蒲原郡のうち - 83村（うち82村が第1次新潟県、1村が新発田藩に編入）